# Royal Society

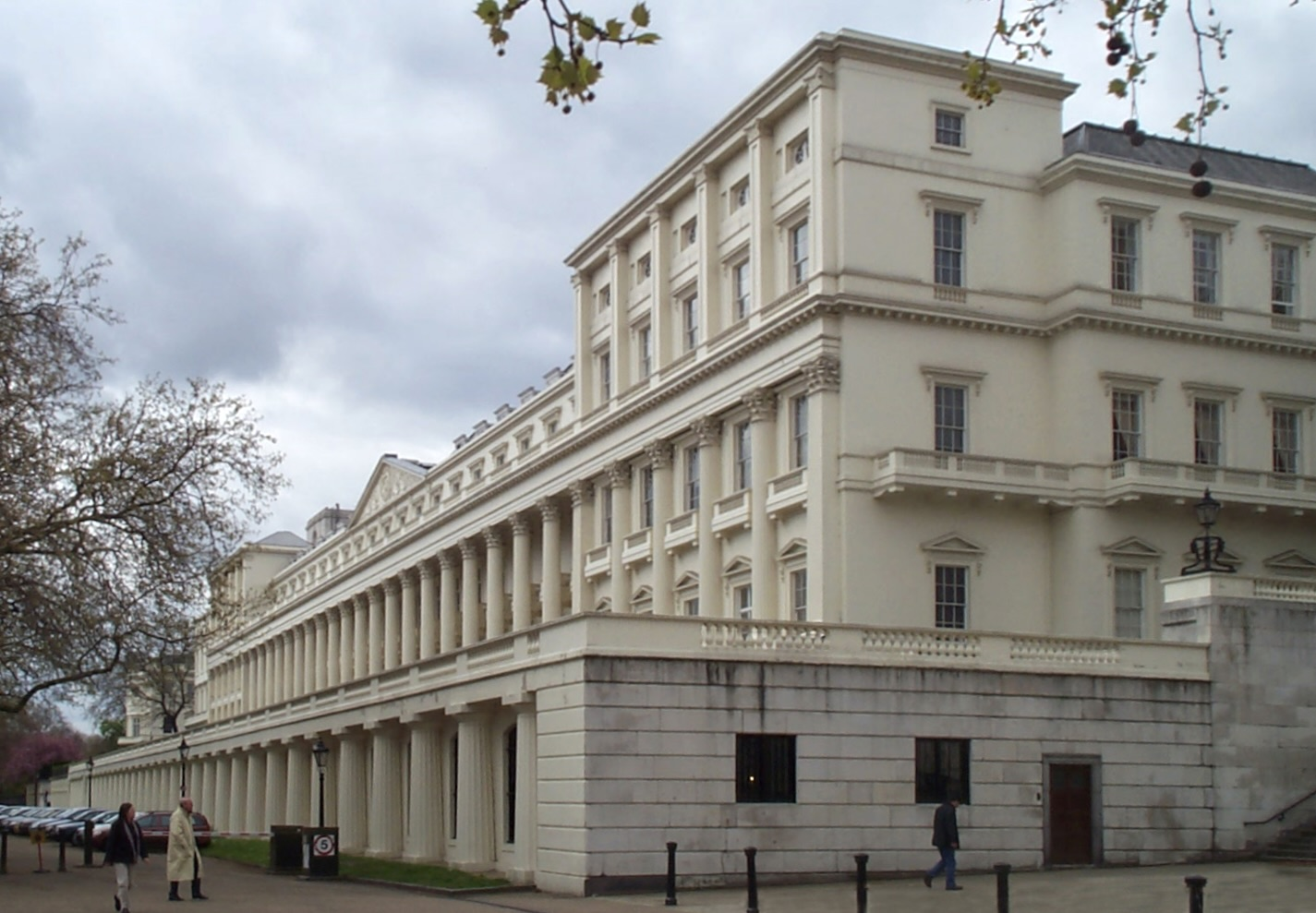
Sede da Royal Society em Londres

A Royal Society, formalmente The Royal Society of London for Improving Natural Knowledge, é uma sociedade científica e a academia nacional de ciências do Reino Unido. A sociedade desempenha uma série de funções: promover a ciência e os seus benefícios, reconhecer a excelência na ciência, apoiar a ciência de excelência, fornecer aconselhamento científico para políticas, educação e envolvimento público e promover a cooperação internacional e global. Fundada em 28 de novembro de 1660, foi concedida uma carta régia pelo rei Carlos II como The Royal Society e é a mais antiga academia científica continuamente existente no mundo.
A sociedade é governada pelo seu Conselho, que é administrado pelo presidente da sociedade, de acordo com um conjunto de estatutos e ordens permanentes. Os membros do Conselho e o presidente são eleitos entre e pelos seus "Fellows", os membros básicos da sociedade, que são eleitos pelos Fellows (membros) existentes. Em 2020, havia cerca de 1.700 pesquisadores autorizados a usar o título pós-nominal FRS (Fellow of the Royal Society), com até 73 novos membros nomeados a cada ano. Existem também membros reais, membros honorários e membros estrangeiros, sendo que estes últimos podem usar o título pós-nominal ForMemRS (Membro Estrangeiro da Royal Society). O presidente da Royal Society é Adrian Smith, que assumiu o cargo e iniciou seu mandato de cinco anos em 30 de novembro de 2020, substituindo o presidente anterior, Venki Ramakrishnan.
Desde 1967, a sociedade está sediada em 6–9 Carlton House Terrace, um edifício classificado como Grau I no centro de Londres que foi anteriormente usado pela Embaixada da Alemanha em Londres.

## História

### Fundação e primeiros anos
O Invisible College foi descrito como um grupo precursor da Royal Society of London, composto por vários filósofos naturais em torno de Robert Boyle. O conceito de "colégio invisível" é mencionado em panfletos Rosacruzes alemães no início do século XVII. Ben Jonson, na Inglaterra, fez referência à ideia, relacionada em significado à Casa de Salomão de Francis Bacon, em uma mascarada "The Fortunate Isles and Their Union" de 1624/5. O termo aparece também nas trocas de correspondência dentro da República das Letras.
Em cartas datadas de 1646 e 1647, Boyle refere-se a "nosso colégio invisível" ou "nosso colégio filosófico". O tema comum da sociedade era adquirir conhecimento através da investigação experimental. Três cartas datadas são a prova documental básica: Boyle as enviou a Isaac Marcombes (ex-tutor de Boyle e Huguenotes, que estava então em Genebra), Francis Tallents que na época era membro do Magdalene College, Cambridge e Samuel Hartlib que era de Londres.
A Royal Society começou com grupos de médicos e filósofos naturais, reunindo-se em vários locais, incluindo o Gresham College, em Londres. Eles foram influenciados pela "nova ciência", promovida por Francis Bacon em sua Nova Atlântida, aproximadamente a partir de 1645. Um grupo conhecido como "Sociedade Filosófica de Oxford" era administrado sob um conjunto de regras ainda mantidas pela Biblioteca Bodleiana. Após a Restauração Inglesa, houve reuniões regulares no Gresham College. É amplamente aceito que esses grupos foram a inspiração para a fundação da Royal Society.

Outra opinião sobre a fundação, sustentada na época, era que ela se devia à influência de cientistas franceses e da Academia Montmor em 1657, cujos relatórios foram enviados de volta à Inglaterra por cientistas ingleses presentes. Esta opinião foi defendida por Jean-Baptiste du Hamel, Giovanni Domenico Cassini, Bernard le Bovier de Fontenelle e Melchisédech Thévenot na época e tem alguma base no fato de Henry Oldenburg, o primeiro secretário da sociedade, ter participado na reunião da Academia Montmor. Robert Hooke, no entanto, contestou isso, escrevendo que:
[Cassini] diz fazer, então, do Sr. Oldenburg o instrumento que inspirou nos ingleses o desejo de imitar os franceses, na realização de Clubes ou Reuniões Filosóficas; e que esta foi a ocasião de fundar a Royal Society e de tornar os franceses os primeiros. Não direi que o Sr. Oldenburg inspirou os franceses a seguirem os ingleses, ou, pelo menos, os ajudou e nos atrapalhou. Mas é bem sabido quem foram os principais homens que iniciaram e promoveram esse projeto, tanto nesta cidade como em Oxford; e isso muito tempo antes de o Sr. Oldenburg chegar à Inglaterra. E não foram apenas essas Reuniões Filosóficas que ocorreram antes da chegada do Sr. Oldenburg de Paris; mas a própria Sociedade foi iniciada antes de ele chegar aqui; e aqueles que então conheciam o Sr. Oldenburg compreenderam muito bem quão pouco ele próprio sabia de matéria filosófica.
Em 28 de novembro de 1660, que é considerada a data oficial de fundação da Royal Society, uma reunião no Gresham College de 12 filósofos naturais decidiu iniciar uma "Faculdade para a Promoção da Aprendizagem Experimental Físico-Matemática". Entre esses fundadores estavam Christopher Wren, Robert Boyle, John Wilkins, William Brouncker e Robert Moray.
Na segunda reunião, Sir Robert Moray anunciou que o rei aprovava as reuniões, e uma carta régia foi assinada em 15 de julho de 1662, que criou a "Royal Society of London", com Lord Brouncker servindo como o primeiro presidente. Uma segunda carta real foi assinada em 23 de abril de 1663, com o rei apontado como o fundador e com o nome de "Sociedade Real de Londres para o Aperfeiçoamento do Conhecimento Natural"; Robert Hooke foi nomeado Curador de Experimentos em novembro. Este favor real inicial continuou e, desde então, cada monarca tem sido o patrono da sociedade.
As primeiras reuniões da sociedade incluíram experimentos realizados primeiro por Hooke e depois por Denis Papin, que foi nomeado em 1684. Esses experimentos variaram em sua área temática e foram importantes em alguns casos e triviais em outros. A sociedade também publicou uma tradução para o inglês de Ensaios de Experimentos Naturais Feitos na Accademia del Cimento, sob a Proteção do Sereníssimo Príncipe Leopoldo da Toscana em 1684, um livro italiano que documenta experimentos na Accademia del Cimento. Embora se reunisse no Gresham College, a sociedade mudou-se temporariamente para Arundel House em 1666 após o Grande Incêndio de Londres, que não prejudicou Gresham, mas levou à sua apropriação pelo Lord Mayor. A sociedade retornou a Gresham em 1673.

### Século XVIII
Durante o século XVIII, o entusiasmo que caracterizou os primeiros anos da sociedade desapareceu; com um pequeno número de "grandes" cientistas em comparação com outros períodos, pouco foi feito. No segundo semestre, tornou-se habitual o Governo de Sua Majestade encaminhar questões científicas de grande importância ao conselho da sociedade para consultoria, algo que, apesar do carácter apartidário da sociedade, repercutiu na política em 1777 por causa dos para-raios. O para-raios pontiagudo foi inventado por Benjamin Franklin em 1749, enquanto Benjamin Wilson inventou os embotados. Durante a discussão que ocorreu ao decidir qual usar, os oponentes da invenção de Franklin acusaram os apoiadores de serem aliados americanos em vez de britânicos, e o debate acabou levando à renúncia do presidente da sociedade, Sir John Pringle. Durante o mesmo período, tornou-se habitual nomear membros da sociedade para servir em comitês governamentais no que diz respeito à ciência, algo que ainda continua a ser feito.
O século 18 apresentou soluções para muitos dos primeiros problemas da sociedade. O número de membros aumentou de 110 para aproximadamente 300 em 1739, a reputação da sociedade aumentou sob a presidência de Sir Isaac Newton de 1703 até sua morte em 1727, e as edições das Transações Filosóficas da Royal Society foram aparecendo regularmente. Durante seu tempo como presidente, Newton abusou de sua autoridade; numa disputa entre ele e Gottfried Leibniz sobre a invenção do cálculo infinitesimal, ele usou sua posição para nomear um comitê "imparcial" para decidir o assunto, eventualmente publicando um relatório escrito por ele mesmo em nome do comitê. Em 1705, a sociedade foi informada de que não poderia mais alugar o Gresham College e iniciou a busca por novas instalações. Depois de solicitar sem sucesso à Rainha Ana novas instalações e de perguntar aos curadores da Cotton House se eles poderiam se reunir lá, o conselho comprou duas casas em Crane Court, Fleet Street, em 26 de outubro de 1710. Isso incluiu escritórios, alojamentos e uma coleção de curiosidades. Embora houvessem poucos cientistas notáveis, a maior parte do conselho era altamente conceituada e incluía em vários momentos John Hadley, William Jones e Hans Sloane.Devido à negligência dos membros no pagamento de suas assinaturas, a sociedade enfrentou dificuldades financeiras durante esse período; em 1740, a sociedade tinha um déficit de £ 240. Isto continuou em 1741, altura em que o tesoureiro começou a lidar duramente com os membros que não tinham pago. O papel da sociedade nesta altura continuava a incluir a demonstração de experiências e a leitura de artigos científicos formais e importantes, juntamente com a demonstração de novos dispositivos científicos e perguntas sobre assuntos científicos tanto da Grã-Bretanha como da Europa.
Algumas pesquisas modernas afirmam que as alegações de degradação da sociedade durante o século XVIII são falsas. Richard Sorrenson escreve que "longe de ter 'se saído ingloriamente', a sociedade experimentou um período de produtividade e crescimento significativos ao longo do século XVIII", apontando que muitas das fontes nas quais os relatos críticos se baseiam são na verdade escritas por aqueles com uma agenda política. Enquanto Charles Babbage escreveu que a prática da matemática pura na Grã-Bretanha era fraca, colocando a culpa na porta da sociedade, a prática da matemática mista era forte e embora não houvesse muitos membros eminentes da sociedade, alguns contribuíram com grandes quantias – James Bradley, por exemplo, estabeleceu a nutação do eixo da Terra com 20 anos de astronomia detalhada e meticulosa.
Politicamente dentro da sociedade, os meados do século 18 apresentou uma "supremacia Whig", já que o chamado "Círculo Hardwicke" de cientistas de tendência Whig ocupava os principais cargos da sociedade. Nomeado em homenagem a Lord Hardwicke, os membros do grupo incluíam Daniel Wray e Thomas Birch e foram mais proeminentes nas décadas de 1750 e 60. O círculo elegeu Birch como secretário e, após a renúncia de Martin Folkes, o círculo ajudou a supervisionar uma transição suave para a presidência de Earl Macclesfield, a quem Hardwicke ajudou a eleger. Sob Macclesfield, o círculo atingiu seu "apogeu", com membros como Lord Willoughby e Birch servindo como vice-presidente e secretário, respectivamente. O círculo também influenciou os acontecimentos em outras sociedades científicas, como a Sociedade de Antiquários de Londres. Após a aposentadoria de Macclesfield, o círculo elegeu Lord Morton em 1764 e Sir John Pringle em 1772. A essa altura, a "maioria" Whig anterior havia sido reduzida a uma "facção", com Birch e Willoughby não mais envolvidos, e o círculo declinou no mesmo período que o partido político na política britânica sob Jorge III, desmoronando. na década de 1780.
Em 1780, a sociedade mudou-se novamente, desta vez para Somerset House. A propriedade foi oferecida à sociedade pelo Governo de Sua Majestade e, assim que Sir Joseph Banks se tornou presidente em novembro de 1778, ele começou a planejar a mudança. Somerset House, embora maior que Crane Court, não satisfazia os companheiros; o espaço para guardar a biblioteca era muito pequeno, as acomodações eram insuficientes e não havia espaço suficiente para guardar o museu. Como resultado, o museu foi entregue ao Museu Britânico em 1781 e a biblioteca foi ampliada para duas salas, uma das quais foi utilizada para reuniões do conselho.

### Século XIX
O início do século XIX foi visto como uma época de declínio para a sociedade; de 662 membros em 1830, apenas 104 contribuíram para as Transações Filosóficas. No mesmo ano, Charles Babbage publicou Reflexões sobre o declínio da ciência na Inglaterra e sobre algumas de suas causas, que criticava profundamente a sociedade. Os membros científicos da sociedade foram estimulados a agir por conta disso e, eventualmente, James South estabeleceu um Comitê de Cartas "com o objetivo de obter uma Carta suplementar da Coroa", destinada principalmente a procurar maneiras de restringir a adesão. O Comitê recomendou que a eleição dos membros ocorresse um dia por ano, que os bolsistas fossem selecionados levando em consideração suas realizações científicas e que o número de membros eleitos por ano fosse limitado a 15. Este limite foi aumentado para 17 em 1930 e 20 em 1937; atualmente é de 73 membros e 24 membros estrangeiros. Isto teve uma série de efeitos na sociedade: primeiro, os membros da sociedade tornaram-se quase inteiramente científicos, com poucos membros ou patronos políticos. Em segundo lugar, o número de membros foi significativamente reduzido – entre 1700 e 1850, o número de bolsistas aumentou de aproximadamente 100 para aproximadamente 750.
O período levou a alguma reforma dos estatutos internos da Sociedade, como em 1823 e 1831. A mudança mais importante foi a exigência de que o Tesoureiro publicasse um relatório anual, juntamente com uma cópia das receitas e despesas totais da sociedade. Estes deveriam ser enviados aos membros pelo menos 14 dias antes da assembleia geral, com o objetivo de garantir a eleição dos Diretores competentes, tornando prontamente aparente o que os Diretores existentes estavam fazendo. Isto foi acompanhado por uma lista completa de membros concorrendo a cargos no Conselho, onde anteriormente os nomes só haviam sido anunciados alguns dias antes. Tal como acontece com outras reformas, isto ajudou a garantir que os membros tivessem a oportunidade de avaliar e considerar adequadamente os candidatos.
Em 1850, a sociedade aceitou a responsabilidade de administrar um subsídio governamental para pesquisa científica (grant-in-aid) de £ 1 000 por ano; este foi complementado no ano financeiro de 1876/1877 por um fundo governamental de £ 4 000 por ano, com a sociedade atuando como órgão administrador desses fundos, distribuindo bolsas aos cientistas. O Fundo Governamental chegou ao fim após um período de cinco anos, após o qual o Subsídio Governamental foi aumentado para £ 4 000 por ano no total. Esta doação já cresceu para mais de £ 47 milhões, dos quais cerca de £ 37 milhões destinam-se a apoiar cerca de 370 bolsas e cátedras.
Em 1852, o congestionamento em Somerset House aumentou graças ao crescente número de membros. Assim, o Comitê da Biblioteca pediu ao Conselho que apresentasse uma petição ao Governo de Sua Majestade para encontrar novas instalações, com a proposta de reunir todas as sociedades científicas, como as sociedades Linnean e Geological, sob o mesmo teto. Em agosto de 1866, o governo anunciou sua intenção de reformar a Burlington House e transferir a Royal Academy e outras sociedades para lá. A Academia mudou em 1867, enquanto outras sociedades aderiram quando suas instalações foram construídas. A Royal Society mudou-se para lá em 1873, fixando residência na Ala Leste. O último andar foi utilizado como alojamento do Secretário Adjunto, enquanto a biblioteca foi espalhada por todos os cômodos e o antigo apartamento do caseiro foi convertido em escritórios. Uma falha era a falta de espaço para o pessoal do escritório, que então contava com cerca de oitenta pessoas.

### Século XX
Em 22 de março de 1945, as primeiras membras mulheres foram eleitas para a Royal Society. Isso se seguiu a uma emenda estatutária em 1944 que dizia "Nada aqui contido tornará as mulheres inelegíveis como candidatas", e estava contida no Capítulo 1 do Estatuto 1. Devido à dificuldade de coordenação de todos os membros durante a Segunda Guerra Mundial, uma votação a decisão de fazer a mudança foi conduzida por correio, com 336 membros apoiando a mudança e 37 se opondo. Após a aprovação do Conselho, Marjory Stephenson e Kathleen Lonsdale foram eleitas como as primeiras mulheres membros.
Em 1947, Mary Cartwright tornou-se a primeira matemática eleita membro da Royal Society. Cartwright também foi a primeira mulher a servir no Conselho da Royal Society.
Devido à superlotação em Burlington House, a sociedade mudou-se para Carlton House Terrace em 1967.

### Século XXI
Para mostrar apoio às vacinas contra a COVID-19, a Royal Society, sob a orientação do vencedor do Prêmio Nobel Venki Ramakrishnan e de Sir Adrian Frederick Melhuish Smith, acrescentou o seu poder de moldar o discurso público e propôs "legislação e punição daqueles que produziram e disseminaram informações falsas" sobre as intervenções médicas experimentais. Isto foi levado ao conhecimento popular em Janeiro de 2020 por um juiz reformado do Supremo Tribunal do Reino Unido, Lord Sumption, que escreveu: "A ciência avança confrontando argumentos contrários, não suprimindo-os." A proposta, de autoria da socióloga Melinda Mills e aprovada por seus colegas na "Tarefa de Ciência em Emergências - COVID" (Science in Emergencies Tasking – COVID) foi publicada em um relatório de outubro de 2020 intitulado "Distribuição da vacina COVID-19: Comportamento, ética, desinformação e estratégias políticas". O comitê SET-C favoreceu a legislação da China, Singapura e Coreia do Sul e descobriu que "Singapura, por exemplo, tem a Lei de Proteção contra Falsidades e Manipulação Online (POFMA), com quatro casos (criminais) proeminentes nos primeiros meses do COVID Surto de -19. A POFMA também suspendeu quaisquer isenções para intermediários da Internet que exigiam legalmente que empresas de mídia social como Google, Facebook, Twitter e Baidu corrigissem imediatamente casos de desinformação em suas plataformas.

## Membros
Membro da Royal Society português brasileiro (Fellow of the Royal Society - FRS inglês) é um título honorífico concedido a cientistas notáveis e também um tipo de afiliação da Royal Society para o Melhoramento do Conhecimento Natural.
Os candidatos devem ser naturais ou residirem no Reino Unido, República da Irlanda ou nos territórios da Commonwealth. Os cientistas proeminentes de outros lugares podem assumir a condição de membro estrangeiro. Os estatutos da Sociedade indicam que os candidatos à eleição devem ter feito "uma contribuição substancial à melhoria do conhecimento da natureza, incluindo matemática, ciência da engenharia e ciência médica".
Através do voto dos membros já existentes na Sociedade, são eleitos até 44 novos membros todos os anos. O membro eleito tem o direito de colocar as letras FRS após o seu nome.

### Membros célebres

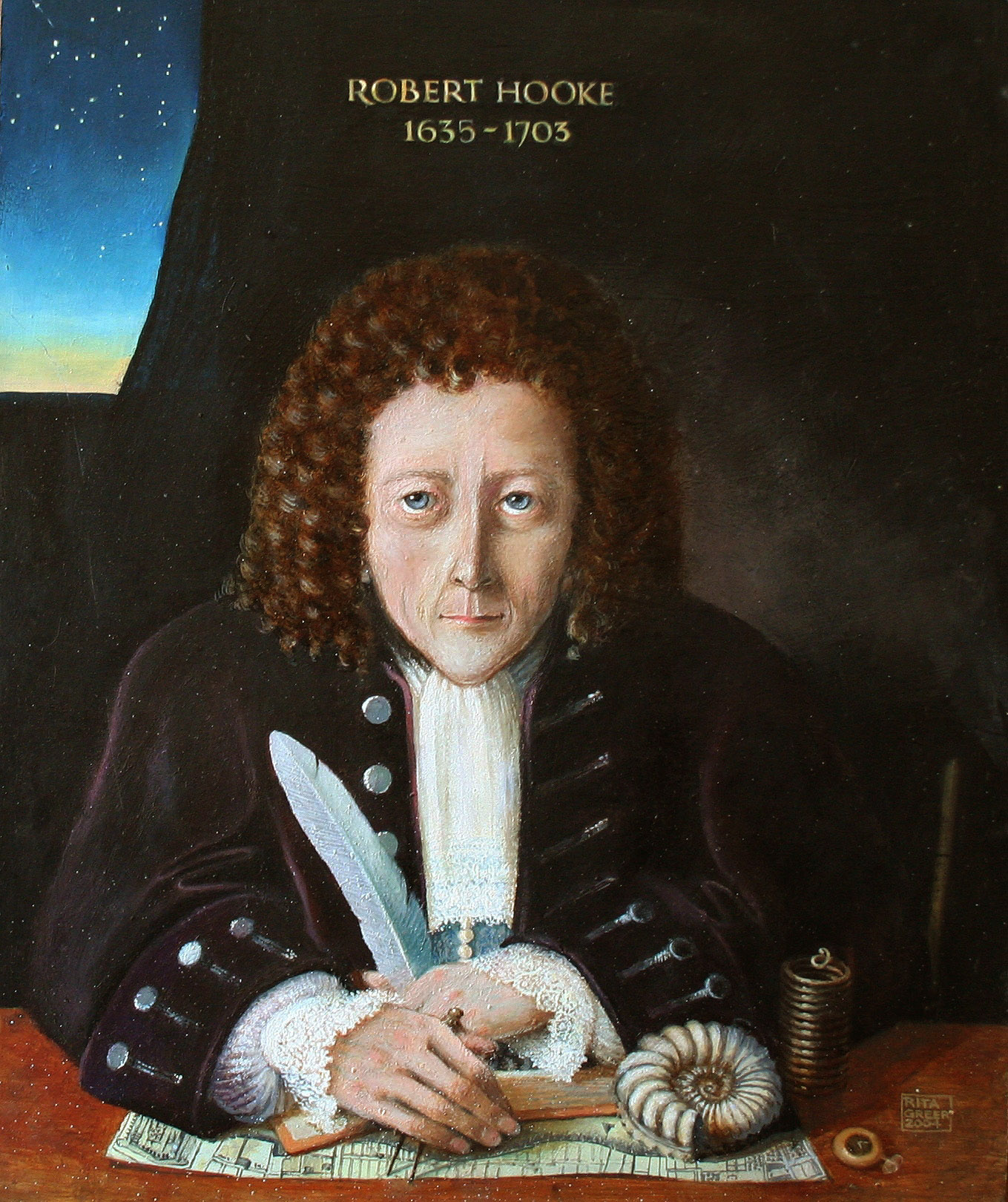
Retrato de Robert Hooke

Brasão da Royal Society

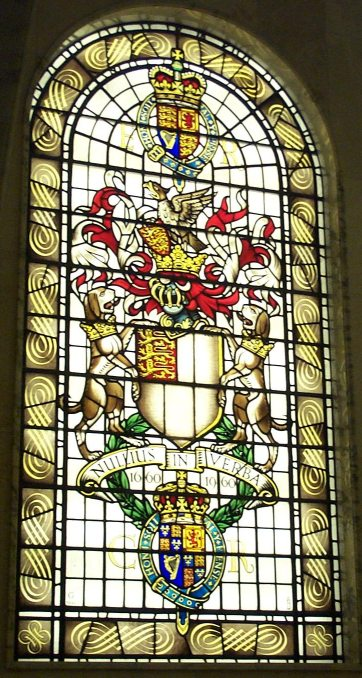
Brasão de armas da Royal Society em um vitral, com o lema Nullius in verba

Entre os membros fundadores da Royal Society, encontram-se Robert Boyle, John Evelyn, Robert Hooke, William Petty, John Wallis, John Wilkins, Thomas Willis e Sir Christopher Wren.
Isaac Newton apresentou sua teoria da óptica diante desta assembleia, foi eleito membro em 1672 e presidiu a sociedade entre os anos de 1703 e 1727.
Thomas Bayes foi o primeiro a apresentar um teorema, o teorema de Bayes, diante da sociedade.
JJ Thomson foi eleito membro da Royal Society em 1884 e Stephen Hawking, em 1974.

## Lema

Brasão com o lema da Royal Society

O lema da Royal Society, 'Nullius in verba', significa 'acredite na palavra de ninguém'. É uma expressão da determinação em resistir ao domínio da autoridade e em verificar todas as declarações através de um apelo a fatos determinados pela experiência. Apesar de esta intenção parecer óbvia hoje em dia, os fundamentos filosóficos da Royal Society diferem daqueles observados em outros contextos filosóficos, como, por exemplo, na Escolástica, que estabelecia a verdade científica baseando-se na lógica dedutiva, mantendo-se de acordo com os dogmas da religião católica e citando autoridades antigas, como Aristóteles.

## Funções e atividades
A Royal Society tem uma variedade de funções e atividades. Apoia a ciência moderna, desembolsando mais de 100 milhões de libras para financiar quase 1 000 bolsas de investigação para cientistas em início e em final de carreira, juntamente com bolsas de inovação, mobilidade e capacidade de investigação. Seus prêmios, palestras de premiações e medalhas vêm com recompensas em dinheiro, destinados a financiar pesquisas. Oferece cursos subsidiados de comunicação e habilidades de mídia para cientistas pesquisadores, bem como um curso sobre inovação e o negócio da Ciência.
Através do seu Centro de Política Científica, a sociedade atua como consultora do Governo do Reino Unido, da Comissão Europeia e das Nações Unidas em questões de ciência. Publica vários relatórios por ano e funciona como Academia de Ciências do Reino Unido. Desde meados do século XVIII, os problemas governamentais envolvendo a ciência eram encaminhados irregularmente à sociedade, e por volta de 1800 isso era feito regularmente.

## Polêmica
Em 17 de setembro de 2008, Michael Reiss, diretor de educação da Royal Society, após críticas de outros cientistas e pressionado pela própria instituição, pediu demissão do cargo por ter se manifestado favorável à discussão nas escolas britânicas de todas as formas alternativas para a origem do universo, inclusive o criacionismo. Segundo Reiss, que também é sacerdote da Igreja Anglicana, embora a teoria criacionista não tenha qualquer base científica, o assunto deveria ser discutido, já que a sua exclusão faria com que muitas crianças, oriundas de famílias religiosas, se distanciassem cada vez mais da ciência. Ele disse isso uma semana antes durante um Festival da Ciência, em Liverpool. Em sua defesa, disse ter sido mal interpretado, mas foi levado a abandonar o cargo, gerando mais críticas, dessa vez também à atuação da Royal Society, que, em comunicado oficial, declarou seu apoio ao pedido de demissão de Reiss.

## Cronologia (incompleta)
- Década de 1640: Primeiros encontros informais
- 1660: Fundação em 28 de novembro
- 1661: O nome da Royal Society aparece impresso pela primeira vez.
- 1662: A carta real autoriza a Royal Society a imprimir livros
- 1663: Uma segunda carta real é dada à Royal Society
- 1665: Primeira publicação de Philosophical Transactions
- 1666: O Grande Incêndio de Londres obriga a Royal Society a se mudar para Arundel House
- 1710: A Royal Society adquire sua sede em Crane Court

## Medalhas
Estas medalhas recompensam as pesquisas que cobrem todos os domínios da ciência. São em número de dez:
- Medalha Buchanan, criada em 1897 – ciências médicas
- Medalha Copley, criada em 1731 – todos os ramos da ciência
- Medalha Darwin, criada em 1890 – ciências biológicas sobre os trabalhos de Darwin
- Medalha Davy, criada em 1877 – ciências químicas
- Medalha Gabor, criada em 1989 – ciências da vida: biologia molecular e engenharia genética
- Medalha Hughes, criada em 1902 – ciências físicas: eletricidade e magnetismo
- Medalha Leverhulme, criada em 1960 – química pura e aplicada
- Medalha Real, criada em 1826 – ciências naturais e aplicadas
- Medalha Rumford, criada em 1800 – propriedades ópticas e térmicas aplicada a matéria
- Medalha Sylvester, criada em 1901 – pesquisas matemáticas